# Chang hoang dã – Gấu
Chang hoang dã - Gấu là cuốn sách thiếu nhi của hai tác giả Trang Nguyễn và Jeet Zdung. Cuốn sách đạt giải A giải thưởng sách quốc gia năm 2021.
Cuốn sách được Nhà xuất bản Kim Đồng bán bản quyền toàn cầu (trừ tiếng Việt) cho Nhà xuất bản Pan Macmillan ở Anh.

## Nội dung
Cuốn sách kể hành trình đưa chú gấu Sorya về với thiên nhiên.